# Nowy Broniszew
Nowy Broniszew est une localité polonaise de la gmina de Mykanów, située dans le powiat de Częstochowa en voïvodie de Silésie.